# Villentrois

Villentrois este o comună în departamentul Indre, Franța. În 1 ianuarie 2018 avea o populație de 575 de locuitori.